# Kula wpisana

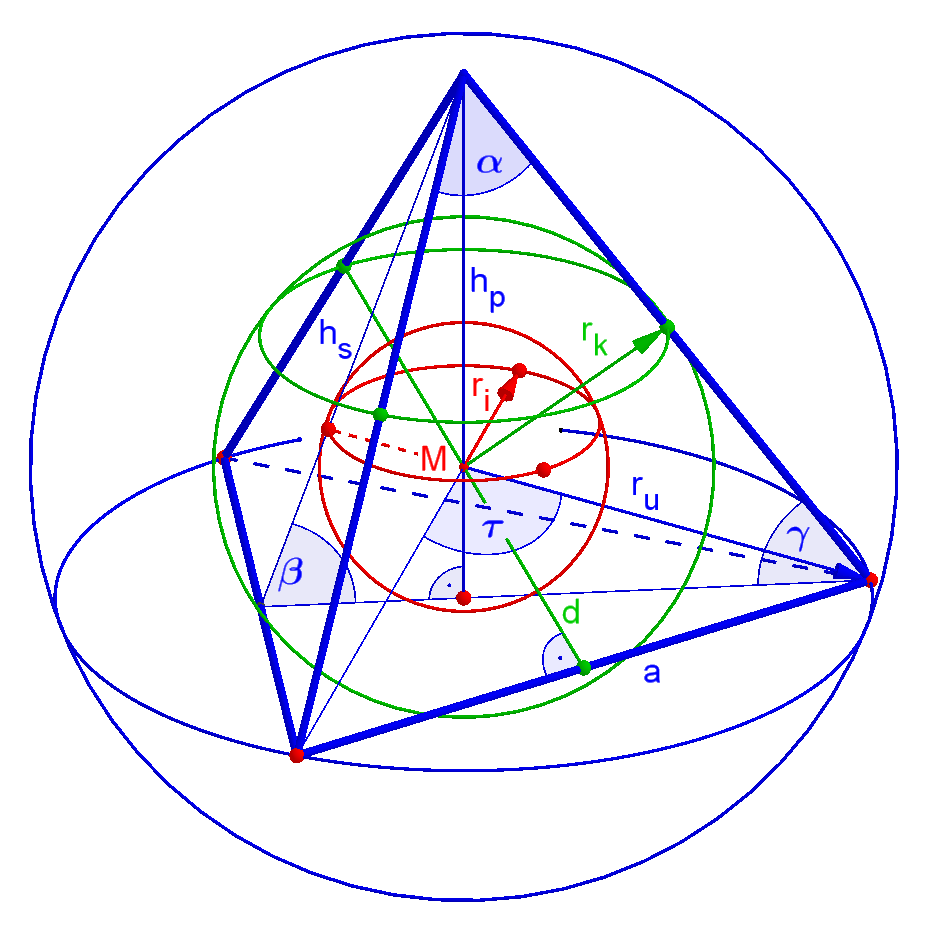
Czworościan foremny wraz z kulą wpisaną (czerwoną), opisaną (niebieską) oraz pośrednią (zieloną)

Kula wpisana w wielościan – kula, która mieści się cała w danym wielościanie i której powierzchnia dotyka wszystkich ścian wielościanu. O takim wielościanie można powiedzieć, że jest opisany na kuli.
Powierzchnia kuli, a bardziej formalnie – jej brzeg, nazywana jest sferą. W definicji można zastąpić kulę pojęciem sfery nie zmieniając żywotnie jej sensu. Dlatego obok kuli wpisanej w wielościan, mówi się równoważnie o sferze wpisanej w wielościan (analogicznie do koła/okręgu wpisanego w wielokąt).
Twierdzenie mówiące, że jeżeli w wielościan można wpisać kulę, wszystkie odcinki łączące wierzchołek wielościanu z punktami styczności kuli do sąsiadujących ścian są równej długości, bywa określane jako „najmocniejsze twierdzenie stereometrii”. Znane jest też twierdzenie, że objętość takiego wielościanu jest równa jednej trzeciej iloczynu sumy pól ścian i promienia kuli wpisanej.
Nie każdy wielościan można opisać na kuli. Można tego jednak dokonać między innymi dla każdego wielościanu foremnego, a także każdego wielościanu Catalana. Kulę wpisaną można zdefiniować także dla niektórych innych brył, jak chociażby stożek, stożek ścięty czy walec. Archimedes wykazał, że objętość kuli wpisanej w walec kołowy prosty (o wysokości równej średnicy podstawy) do którego wpisany jest także stożek (określający szerokość walca) są w stosunku objętości 1:2:3 (odpowiednio kula, stożek, walec), a jego rozumowanie zostało sformalizowane i uogólnione w XVIII wieku, dając początek zasadzie Cavalieriego. Według relacji Plutarcha szkic tego odkrycia znalazł się na grobie Archimedesa, zgodnie z wyrażonym przez uczonego życzeniem. Oprócz kuli wpisanej można również zdefiniować kulę opisaną oraz kulę pośrednią.